# Josef Špáta
Josef Špáta (7. května 1916 Svatojanský Újezd – 8. dubna 2003 Bratislava) byl zpravodajským důstojníkem československé armády v zahraničí v období druhé světové války a politickým vězněm komunistického režimu.

## Život

### Před druhou světovou válkou
Josef Špáta se narodil 7. května 1916 ve Svatojanském Újezdu u Lázní Bělohrad v rodině Josefa Špáty a Františky, rozené Noskové. Vychodil měšťanskou školu v Lázních Bělohradu, poté rok studoval na obchodní akademii v Hořicích, na což navázal studiem na obchodní akademii Dr. Edvarda Beneše v Praze. Zde v roce 1935 odmaturoval. Začal pracovat jako korespondent u firmy Brouk a Babka, k 1. říjnu 1936 nastoupil prezenční vojenskou službu u pěšího pluku 47 v Mladé Boleslavi. V jejím rámci absolvoval školu pro důstojníky v záloze a následně školu pro důstojníky hospodářské služby v Josefově. Do konce vojenské služby 16. února 1939 působil jako proviantní důstojník u dělostřeleckého pluku 13 v Chlumci nad Cidlinou. Dosáhl hodnosti podporučíka.

### Druhá světová válka
Po odchodu z armády začal Josef Špáta pracovat pro firmu Baťa, kde se z korespondenta postupně vypracoval až na podnikového ředitele. V listopadu 1942 byl vyslán Slovenskou účastinnou spoločností spadající do portfolia firmy na obchodní cestu do Turecka. V Istanbulu se přihlásil do československé armády v zahraničí a dal se k dispozici v Turecku působící vojenské skupině. Pplk. Jaroslavem Hájíčkem byl poslán zpět na Slovensko s úkolem vytvořit odbojovou skupinu schopnou předávat vysílačkou zpravodajské informace do Istanbulu. Podařilo se mu vytvořit zpravodajskou organizaci nazvanou Hela a její napojení na důstojníky Slovenské armády (např. Dezider Kišš). Sám pak působil jako kurýr, jehož zásluhou bylo z Istanbulu na Slovensko dopraveno několik vysílaček, díky kterým vzniklo i přímé spojení na Vojenskou rádiovou ústřednu v Londýně. V polovině září 1944 odcestoval do Istanbulu definitivně a působil tam až do konce války. Do Československa se vrátil v červenci 1945.

### Po druhé světové válce
Po návratu do Československa začal Josef Špáta pracovat jako vedoucí firmy Batex, poté jako ředitel společnosti Exico v Bratislavě. Dne 10. července 1951 byl zatčen a v roce 1954 obviněn z velezrady, špionáže ve prospěch západních mocností a smyšlených hospodářských deliktů, za což byl odsouzen k dvanácti letům vězení. Vězněn byl postupně v Ruzyni, Mírově, Valdicích a Pankráci. Propuštěn byl 9. května 1960, poté pracoval jako dělník, později skladník a od roku 1965 jako odborný dokumentátor Slovenské akademie věd. Při zaměstnání vystudoval bratislavskou střední průmyslovou školu chemickou. K 6. červenci 1966 byl plně rehabilitován včetně navrácení vojenské hodnosti. Do května 1968 pracoval v Bratislavě jako referent oborového ředitelství společnosti Obchodní domy, poté do odchodu do důchodu na stejné pozici v podniku zahraničního obchodu Transakta. Dne 28. srpna 1973 byl ještě povýšen do hodnosti nadporučíka. Zemřel 8. dubna 2003 v Bratislavě.

## Vyznamenání
- 1945 Řád Slovenského národního povstání
- Československý válečný kříž 1939
- Československá medaile Za chrabrost před nepřítelem
- Medaile Milana Rastislava Štefánika I. a II. stupně